# Julius Pollacsek

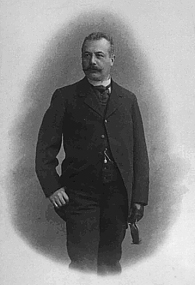
Julius Adrian Pollacsek

Julius Adrian Pollacsek (* 5. Februar 1850 in Budapest; † nach 1921; Pseudonym: Adrian Polly) war ein deutscher Autor. Julius Pollacsek schrieb u. a. über das Ende des Russischen Kaiserreichs und war Kurdirektor auf Sylt.

## Leben

### 1850–1875:Budapest/Debreczin
Julius Pollacsek wurde am 5. Februar 1850 in Budapest als Sohn vom Kaufmann Moritz Pollacsek und seiner Frau Cattarina (geb. Glasner) geboren. In der Zeit bis 1871 absolvierte er die Schule, promovierte zum Dr. phil. und war von 1871 bis 1875 Lehrer, davon 1874/75 Direktor der Handelsmittelschule in Debreczin.

### 1875–1877:Schleswig (Stadt)
1875 siedelte er nach Schleswig über und heiratete dort Elisabeth Tiedemann, Tochter des Landinspektors Hinrich Tiedemann (Begründer der Schleswig-Holsteinischen Landesbank) und seiner Frau Caroline.  In Schleswig gründete Pollacsek zusammen mit seinem Partner Ed. Kanberg ein Bank- und Kommissionsgeschäft und war tätig als Redakteur.  In dieser Zeit erschienen auch seine Bücher Der Buchhaltungsbeamte und das Handbuch für das Detail-Waren-Geschäft im Meves-Verlag Schleswig.

### 1877–1884:Hamburg
1877 zog er mit seiner Familie nach Hamburg. Neben seiner in Schleswig geborenen Tochter Elisabeth wurde er Vater dreier Kinder: Elisabeth, Carola und Kurt. Einer der vier Paten bei der Taufe von Kurt in St. Johannis in Hamburg-Eppendorf war der Dichter Theodor Storm. Im Jahre 1880 erhielt Pollacsek die deutsche Staatsbürgerschaft. In Hamburg war er Inhaber der literarischen Agentur W. Wulf & Co. Er war bei der Zeitschrift Omnibus (später Illustrierte Familienzeitung) als verantwortlicher Redakteur und für die Hamburger Nachrichten tätig. 1884 erschien sein Buch Städtebilder: Hamburg im Caeser Schmidt-Verlag (Zürich), in dem er neben der Entwicklung Hamburgs auch auf kulturelle, infrastrukturelle und wirtschaftliche Aspekte eingeht.

### 1884–1893:WesterlandaufSylt
Im Jahr 1884 kaufte er das Bad Westerland auf Sylt und wurde dort Kurdirektor. Später kam das Bad Wenningstedt dazu. Er ließ ein neues Warmbadehaus bauen, sowie die von ihm privat finanzierte erste Eisenbahnlinie auf Sylt, von Munkmarsch nach Westerland (beinhaltete das erste Stück der späteren Inselbahn von List nach Hörnum).
Als Vorsitzender des Vereins für Kinderheilstätten (in dem auch Albert Ballin mitwirkte), erschloss er Westerland für die Kindererholung.
In seinen 8 Jahren als Kurdirektor verdreifachte sich die jährliche Besucherzahl, welches mit einem erheblichen wirtschaftlichen Aufschwung und der Vergrößerung Westerlands, insbesondere der Hotel- und Pensionskapazitäten, verbunden war.
1893 verkaufte er das Bad an die Gemeinde Westerland.
In der Saison 1904 war Pollacsek noch einmal auf Sylt tätig und dort technischer Beirat des Nordseebades Kampen (Besitzer war Kommerzienrat A. Lucas).

### 1893–1905: Berlin und Levico (Trentino-Südtirol)
Von 1893 bis 1905 lebte er in Berlin. Aus seiner zweiten Ehe mit Gizella von Gobbi-Ruggieri, Tochter des ungarischen Komponisten und Klavierprofessors Henri Gobbi (Schüler und Freund von Franz Liszt), gingen die beiden Kinder Adrian und Erika hervor.
Von Berlin aus wirkte Pollacsek ab 1894 in Levico, Trentino-Südtirol. Dort gründete er 1895 eine erste Gesellschaft, die Levico-Vetriolo-Heilquellen und wurde dessen Generaldirektor. Zwischen 1897 und 1900 baute er ein Luxushotel mit großem Thermalbad und ließ durch den angesehenen Gartenarchitekten Georg Zill aus Berlin einen ca. 12 ha großen Kurpark anlegen.

### 1905–1919:St. Petersburg(Russland) und Exil in Schweden
In der Zeit von 1905 bis 1917 lebte er in St. Petersburg und war dort Chefredakteur der Zeitung St. Petersburger Politischen Correspondenz. Unter dem Pseudonym Dr. Adrian Polly schrieb er 1906 das Buch Zu Russlands Revolution und Neugeburt, 1907 Russisches Leben und 1917 Der Umsturz des russischen Kaiserreiches (wurde erst 1919 veröffentlicht). Von 1914 bis 1917 befand er sich in russischer Kriegsgefangenschaft.
Nach seiner Flucht 1917 verbrachte er ca. 2 Jahre in Schweden im Exil, bei General Per Hendrik Brandström, dem ehemaligen königlich schwedischen Gesandten in St. Petersburg.

### Ab 1919: Berlin
Die Broschüre Gegen das gemeinsame Ehegemach wurde 1920 veröffentlicht. Am 28. Februar 1921 legte er seinen Pseudonym- und seinen Familiennamen zusammen, gemeinsam mit seinem Sohn Adrian und seiner Tochter Erika, und hieß fortan Polly-Pollacsek.
In welchem Jahr und an welchem Ort er verstarb, ist nicht bekannt.

## Werke
- Der Buchhaltungsbeamte, ca. 1876
- Handbuch für das Detail-Waren-Geschäft. Schleswig: Bernhard Meves, 1876.
- Städtebilder: Hamburg. Zürich: Caesar Schmidt, 1884.
- Zu Russlands Revolution und Neugeburt. Leipzig: Teutonia, 1906.
- Russisches Leben. Leipzig: Teutonia, 1907.
- Der Umsturz des russischen Kaiserreiches. Berlin: Baumgärtel, 1919.
- Gegen das gemeinsame Ehegemach! Schkeuditz; Zürich: Verlag G. Bereiter, 1920.